# Spilosoma prima
Spilosoma prima är en fjärilsart som beskrevs av Sloss. 1889. Spilosoma prima ingår i släktet Spilosoma och familjen björnspinnare. Inga underarter finns listade i Catalogue of Life.